# Byrrhus kirbyi
Byrrhus kirbyi är en skalbaggsart som beskrevs av Leconte 1854. Byrrhus kirbyi ingår i släktet Byrrhus och familjen kulbaggar. Inga underarter finns listade i Catalogue of Life.